# Estandeuil
Estandeuil – miejscowość i gmina we Francji, w regionie Owernia-Rodan-Alpy, w departamencie Puy-de-Dôme.
Według danych na rok 1990 gminę zamieszkiwało 208 osób, a gęstość zaludnienia wynosiła 22 osoby/km² (wśród 1310 gmin Owernii Estandeuil plasuje się na 642. miejscu pod względem liczby ludności, natomiast pod względem powierzchni na miejscu 830.).